# Apenthecia ambigua
Apenthecia ambigua är en tvåvingeart som beskrevs av Tsacas 1983. Apenthecia ambigua ingår i släktet Apenthecia och familjen daggflugor. Inga underarter finns listade i Catalogue of Life.